# 보통 고등학교 초생 전국 통일고시

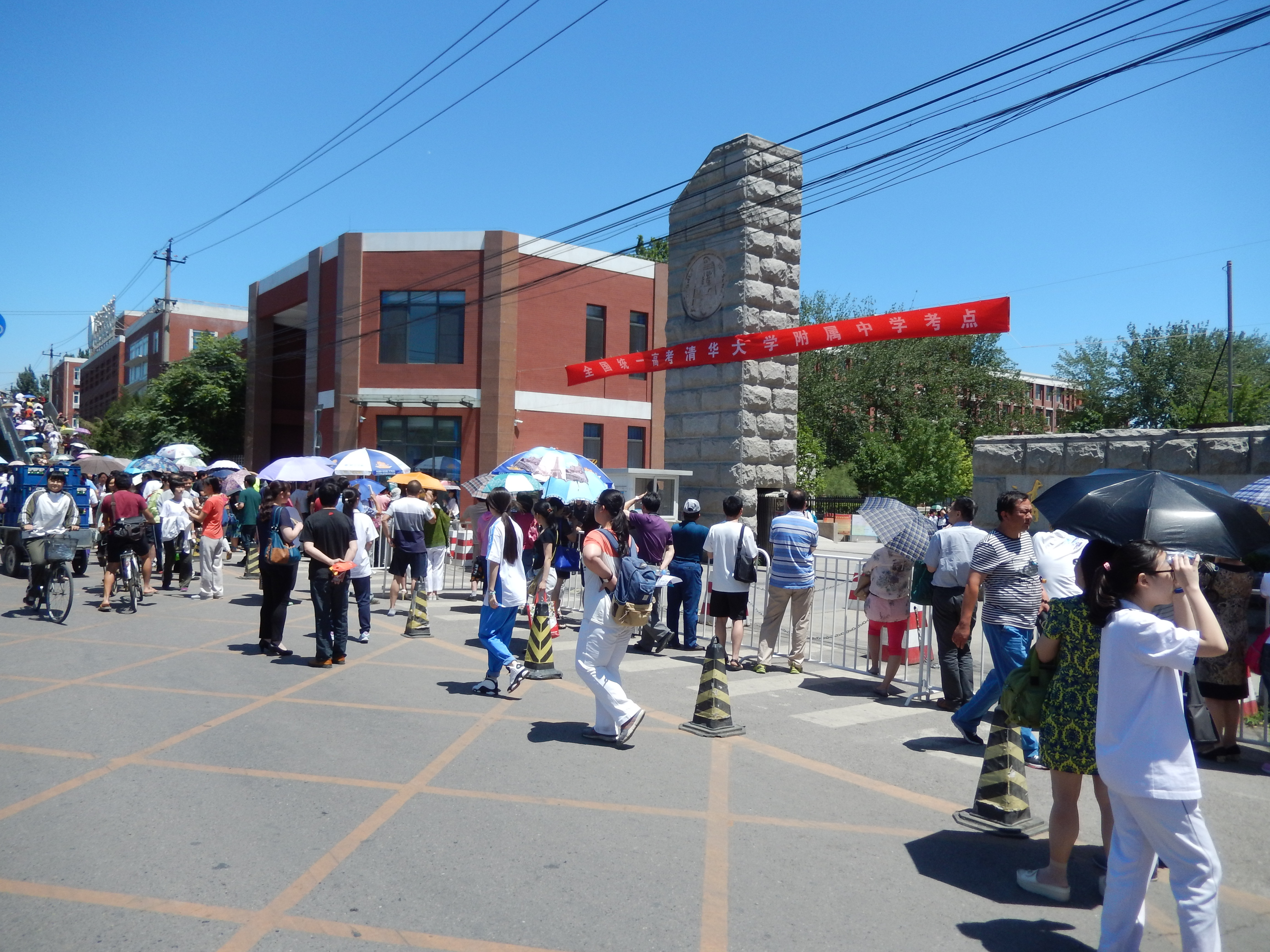

보통 고등학교 초생 전국통일고시(중국어 간체자: 普通高等学校招生全国统一考试, 정체자: 普通高等學校招生全國統一考試, 병음: pǔtōng gāoděng xuéxiào zhāoshēng quánguó tǒngyī kǎoshì)는 1952년 도입한 중화인민공화국의 중앙정부가 시행하는 대학입학시험이다. 줄여서 가오카오(고고, 고등학교 고시, 중국어 간체자: 高考, 병음: gāokǎo)라고 한다. 가오카오에 응시하고자 하는 학생은 거주지와 상관없이 호구(戶口)에 등록된 호적지에서만 시험을 볼 수 있다.

## 상세

### 날짜와 시간
중국은 가을 학기제를 채택하고 있기 때문에, 이 시험은 요일에 상관없이 매년 6월 7일~8일(일부는 9일) 이틀 간에 걸쳐서 진행된다. 6월 7일에 어문(오전 9시~11시 30분), 수학(오후 3시~5시)을 실시하고, 6월 8일에 문/이과 종합(오전 9시~11시 30분), 외국어(오후 3시~5시)를 실시한다.

### 과목
언어영역(한족의 경우 표준 중국어만, 소수민족은 중국어+소수 민족의 언어), 수리영역, 사회탐구(문과종합: 정치, 역사, 지리) 또는 과학탐구(이과종합: 물리, 화학, 생물), 외국어영역 등이다. 외국어는 영어, 일본어, 독일어, 프랑스어, 러시아어 등이며 한국어는 없다. 다만 재중동포들이 치르는 시험은 한국어로 치른다.

### 점수
시험 점수는 어문, 수학, 외국어가 각 150점 만점 총 450점, 문/이과 종합이 300점 만점으로 총 750점 만점으로 구성된다.
전체적으로 중국 중앙정부에서 주관하지만, 성급 지방 정부별로 과목이 일부 다르다. 게다가 같은 과목이라도 문제가 다르게 출제되고 있어 전체 수석 합격자는 사실상 불가능하다. 소수민족에게는 가산점이 주어진다.

### 대학 응시자격
입시를 포함한 선발 과정은 두 달 안에 다 이루어진다. 6월 말 이전 성적 발표에 이어 6월 말 원서 접수를 한다. 개인별 점수에 따라 1~3등급, 전문대 등급으로 나눈다. 1등급(一本)은 국가에서 관리하는 120개 가까운 ‘중점 대학’에 응시할 자격이 부여된다.

### 부정행위
시험 중 부정행위를 하면 1년 이상 3년 이하의 기간 동안 응시 자격이 박탈될 수 있으며, 최고 7년의 징역형에 처해질 수 있다.

## 논란
2015년 6월 8일 안후이성 우후 시 톈자빙(田家炳) 실험학교에서 영어 듣기시험 시간에 문제를 들려주는 오디오 소리가 갑자기 나오지 않는 장애가 발생해 수험생들이 내용을 제대로 알아듣지 못하였다. 당시 문제가 발생한 시험장에서 응시한 학생 1,200여 명 중 일부 학생은 답안지 제출을 거부하였고 학부모들은 재시험을 요구하는 사태가 벌어졌다. 중국 교육부는 수험생들에게 균등한 기회를 제공한다는 원칙 아래 이런 요구를 수용하고, 희망하는 학생들에 한해 6월 10일 오후 4시 30분에 재시험이 치러졌다.

## 시험 관련 이슈

### 부정행위
1. 신분 도용 사건: 1997년 고우징(Gou Jing)은 자신의 가오카오 성적이 선생님의 딸에게 도용되어 대학에 진학하지 못한 사실을 뒤늦게 알게된 사건이 있다. 이와 유사한 사례로, 2020년 조사에서 산둥성에서만 280명 이상의 학생들이 신분 도용 피해를 입은 것으로 밝혀졌다 (출처:China Daily)
2. 조직적 부정행위: 2020년 후베이성에서 한 교사가 가오카오 시험 문제를 미리 유출해 여러 학생들에게 답안을 제공한 사건이 있었다. 이 교사는 금전적 이득을 위해 부정행위를 조직적으로 계획했고 결국 체포되었다(출처:South China Morning Post)
3. 첨단 기기를 활용한 부정행위: 일부 학생들은 소형 전자기기나 이어폰을 사용해 시험 중에 외부로부터 답을 전달받는 방식으로 부정행위를 저질렀다. 이에 대응해 중국 당국은 AI, 얼굴 인식 기술 등을 도입해 부정행위를 방지하고 있다(출처:Sixth Tone)

### 알려지지 않은 사실들
1. 나이 제한 없음: 가오카오는 나이 제한이 없어 여러 번 재도전할 수 있다. 한 49세 남성은 자신의 꿈을 이루기 위해 20번째 가오카오에 도전해 큰 화제가 되었다(출처:That's Mags)
2. 치열한 교통 지원: 가오카오가 열리는 날이면, 중국의 많은 도시에서는 교통 당국이 수험생 전용 차선을 열고, 무료 택시 서비스를 제공한다. 심지어 경찰도 동원되어 학생들이 교통 체증으로 시험에 늦지 않도록 돕는다. (출처:That's Mags)
3. 시험 이민: 가오카오에서 지역마다 합격 기준이 다른데, 특히 인구가 적은 내몽골과 같은 지역에서는 상대적으로 낮은 합격선을 가지고 있다. 이를 이용하기 위해 다른 지역 학생들이 불법적으로 그 지역의 시험 센터로 이주하여 시험을 치르는 "시험 이민" 문제가 발생하곤 한다. 2021년에는 이로 인해 1400명 이상의 학생들이 자격을 박탈당했다(출처:TutorABC Chinese)
4. 드론을 이용한 부정행위 감시: 최근에는 가오카오에서 부정행위를 막기 위해 드론을 이용한 감시가 이루어진다. 드론은 시험장 주변에서 이상한 전파 신호를 감지해, 학생들이 작은 전자기기를 사용해 답을 주고받는 것을 방지하는 데 사용된다(출처:TutorABC Chinese)

- 출처

1. 출처1
2. 출처2
3. 출처3

## 기타
가오카오는 학생의 거주지와 상관없이 호구(戶口)의 호적지에서만 시험이 가능하다. 때문에 응시자는 부모가 태어난 곳에서 시험을 봐야한다. 부모의 고향에 살고 있지 않은 학생이여어도 예외는 없다. 이에 시험 기간을 전후하여 시험장에서 가까운 호텔 객실을 구하려는 학부모들의 경쟁이 치열해지면서 호텔 숙박요금이 평균 15%이상 오르기도 하고, 위치가 좋은 곳은 인기가 많아진다.
외국인의 경우 가오카오를 응시하려면 정식 유학비자로 중국의 고등학교에 3년간 재학하고 후이카오(졸업시험) 합격해야 하며 부모가 외국인 영구거류증 소지자인 자녀에 한해 응시접수가 가능하다. 그외 부모중 한쪽 일방이 국적이 다른 화교나 중국 교민(소수민족)일 경우 중국출신지역 호구지 법 절차를 통해 응시 가능하다.

## 같이 보기
- 중화인민공화국의 교육
- 홍콩 중학 문빙